# Afterglow (Crowded House)
Afterglow è un album di raccolta del gruppo rock australiano Crowded House, pubblicato nel 1999.

## Tracce
1. I Am in Love – 4:38
2. Sacred Cow – 3:37
3. You Can Touch – 3:46
4. Help Is Coming – 4:49
5. I Love You Dawn – 2:34
6. Dr. Livingstone – 3:57
7. My Telly's Gone Bung – 3:13
8. Private Universe [Acoustic Mix] – 4:08
9. Lester [Demo] – 2:18
10. Anyone Can Tell – 3:36
11. Recurring Dream – 3:24
12. Left Hand – 2:57
13. Time Immemorial – 4:07